# 十八星旗

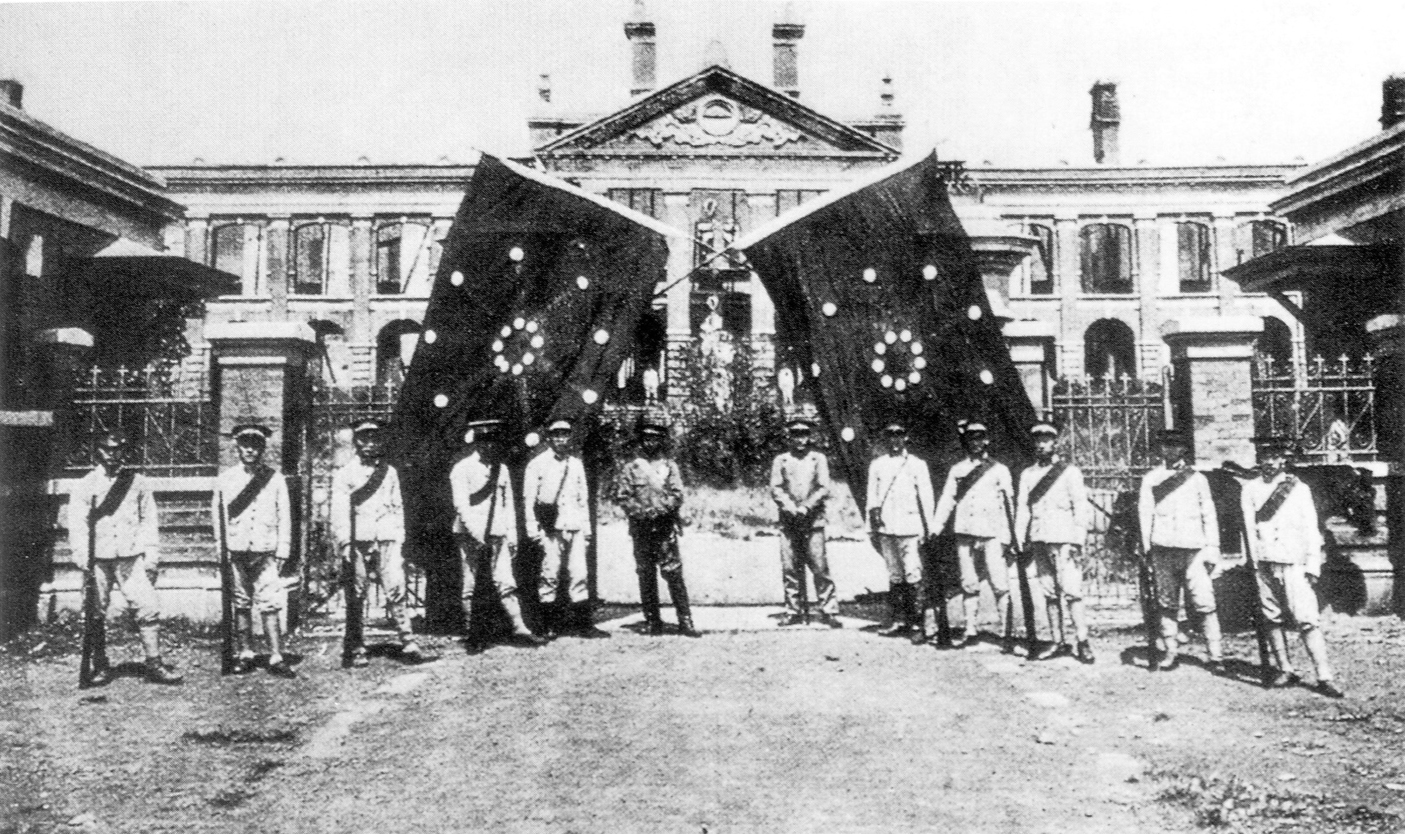
1911年10月11日、湖北軍政府成立の際に掲げられた十八星旗。

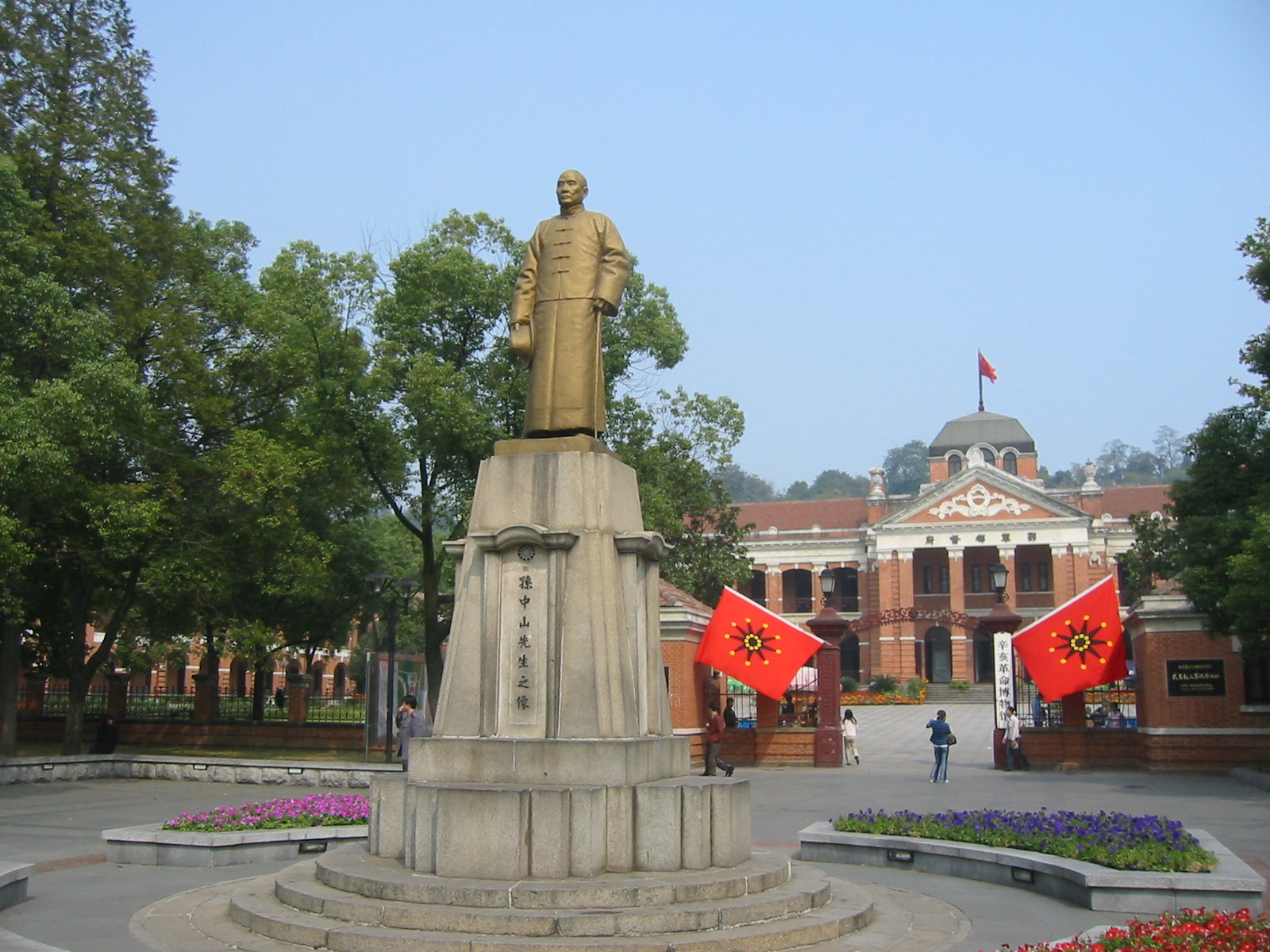
湖北軍政府跡地の辛亥革命武昌起義記念館に掲げられている十八星旗。

鉄血十八星旗（てっけつじゅうはちせいき、簡体字中国語: 铁血十八星旗、繁体字中国語: 鐵血十八星旗）とは、武昌起義の際に湖北軍政府が使用した軍旗。元々は湖北省の革命団体であった共進会の旗。十八星旗、鉄血旗、九角旗、九角十八星旗などとも呼ばれる。 

## 歴史
1907年8月、中国同盟会の分派である焦达峰、 劉仲文、孫武などが率いる共進会は、長江流域での反清朝武装蜂起を計画しており、漢民族のシンボルとして十八星旗を会旗として制定した。これが十八星旗の始まりである。 
武昌において蜂起を計画中の1911年9月、文学社と共進会の合同会議において、十八星旗を革命軍旗として制定した。1911年10月10日午後7時に武昌起義が勃発し、武昌市全体が革命派によって占領された。その翌日の11日に中華民国軍政府鄂軍都督府（湖北軍政府）が宣言された際も十八星旗が使用されている。 
1912年1月10日、中華民国臨時参議院の特別決議により、五族共和旗（五色旗）が国旗として制定され、十八星旗は陸軍旗として制定された。しかし北洋政府は直ぐに十八星旗の使用を停止し、後述の十九星旗が中華民国陸軍旗として、青天白日紅旗が海軍旗として使用されるようになった。 
1928年（民国17年）12月17日、北伐を終えた国民政府は青天白日紅旗を公式旗として立法可決し、五色旗と十八星旗は完全に置き換えられることとなった。これ以降、十八星旗と十九星旗は公式使用はされなくなったが、今日においても中華連邦主義の支持者が十八星旗や十九星旗を掲げている事がある。

辛亥革命時に使われていたとされる十八星旗。丸の中に「漢」の字が入っている。

## 十八星旗の意味
鉄血十八星旗は、紅、黄、黒の3色で構成され、革命が「鉄」と「血」によって成立する鉄血を表している。 
外側の9つの黄色の星は、禹貢に記録された冀州、兗州、青州、徐州、揚州、荊州、豫州、梁州、雍州の九州を表す。更に内側の9つと合わせた計18の黄色の星は、漢民族の土地である内地十八省を表している。 

## 十九星旗
鉄血十九星旗（てっけつじゅうきゅうせいき）は十八星旗を基とするが、東三省の代表が十八星旗には東三省が含まれていないとデザイン変更を提案したのが始まりとなっている。 
1912年1月10日、臨時参議院は十八星旗を陸軍旗とする特別決議を可決した。1912年5月（民国元年）、臨時参議院は北京において「国旗統一」を提案し、五色旗を国旗、青天白日紅旗を海軍旗として定めた。 
しかし臨時参議院の東北出身の議員達は、十八星旗には東三省が含まれておらず、全中国を表しているものではないと軍旗として使用し続ける事に反対し、十八星旗の修正を提案した。 
この案では中国統一を示すために、旗の中心に大きな黄色の星を追加されたものだった。後に追加された黄色の星は他の星と同じ大きさに変更され、これが十九星旗となった。十九星旗の提案は議会によって議決され、十八星旗から代わる正式な陸軍旗となった。 
1912年6月11日、中華民国臨時大統領である袁世凱は、国旗議案の結果を公布し、中華民国初の国旗に関する法制度となった。 
1928年12月17日、北伐を成功させた国民政府により北京政府は消滅し、十八星旗と十九星旗は五色旗と共に完全に廃止された。

## 映画やテレビ作品
「さらば復讐の狼たちよ」において、“アバタのチャン”（張麻子）がやってきた鵝城には鉄血十八星旗が多数登場する。 
ただし映画の舞台の1920年において、十八星旗は先述の通り既に十九星旗に置き換えられており、また国旗としては五色旗が制定されている。 
また「1911」など、辛亥革命や武昌起義をテーマにした作品においても、鉄血十八星旗が登場する。